# Vienna (metropolitana di Washington)
Vienna è una stazione della metropolitana di Washington, capolinea occidentale della linea arancione. Si trova a Oakton, in Virginia (con un indirizzo di Fairfax), sulla Interstate 66; serve le città di Vienna e Fairfax, nonché il campus principale della George Mason University.
È stata inaugurata il 7 giugno 1986, contestualmente all'ampliamento della linea arancione oltre la stazione di Ballston-MU.
La stazione è dotata di un parcheggio da oltre 5000 posti, ed è servita da autobus dei sistemi Metrobus (anch'esso gestito dalla WMATA) e Arlington Transit, oltre che da autobus della Potomac and Rappahannock Transportation Commission.